# بلک‌برن بی-۲
بلک‌برن بی-۲ (به انگلیسی: Blackburn_B-2) یک هواگرد ملخ‌پیشین تک‌موتوره از نوع هواگرد آموزشی ساخت شرکت هواگردسازی بلک‌برن است. هواگرد بلک‌برن بی-۲ نخستین پروازش را در ۱۹۳۱ میلادی انجام داد. این هواگرد در سال ۱۹۳۲ میلادی رسماً معرفی گردید. در مجموع، تعداد ۴۲ فروند از این هواگرد ساخته شده‌است.